# Plan 9
Plan 9 from Bell Labs – rozproszony system operacyjny, który powstał w Computing Sciences Research Center w AT&T Bell Laboratories (obecnie Nokia Bell Labs).
Jako pierwszy system operacyjny w pełni praktycznie realizuje teoretyczną filozofię Uniksa.
Nazwa systemu została wzięta z filmu Plan dziewięć z kosmosu. Oficjalnym logo Plan 9 jest maskotka Glenda. Jej twórcą jest Renée French.

## Historia
System powstał pod koniec lat 80. XX wieku w Computing Science Research Center w Bell Labs.
W 2002 ukazała się najnowsza, 4. wersja tego systemu, darmowa wraz z pełnym kodem źródłowym.
Od tego czasu nie powstają nowe wersje systemu, lecz codziennie tworzony jest obraz płyty CD z najnowszą dystrybucją Plan 9, a obecni użytkownicy mogą w każdej chwili uaktualnić system.

## Licencja
Początkowo Plan9 był dostępny tylko dla szkół wyższych. Później rozprowadzano go odpłatnie na licencji własnościowej.
Od wersji 4. Plan9 był dostępny na licencji Lucent Public License, uznanej za licencję wolną przez FSF i za licencje Open-Source uznaną przez OSI.
W lutym 2014 roku Uniwersytet Kalifornijski w Berkeley został upoważniony przez Alcatel-Lucent, ówczesnego właściciela praw autorskich do wydania Plan9 na licencji GNU General Public License v2.
23 marca 2021 roku po przekazaniu praw autorskich do fundacji Planu9 (Plan9 Foundation), cały kod źródłowy wszystkich wersji historycznych został opublikowany na licencji MIT.

## Charakterystyka
Plan 9 umożliwia działanie sieci komputerów jako pojedynczy system który współdzieli zasoby i procesy. Był projektowany jako system wysokiej jakości przeznaczony do rozwoju oprogramowania i obliczeń, używając do tego celu heterogenicznego sprzętu i minimalnego oprogramowania.
Plan 9 opiera się na założeniu, że dobre zaimplementowanie kilku abstrakcyjnych podstaw pozwala na stworzenie małego systemu operacyjnego, który może działać nawet na największych systemach o różnych architekturach i w wielu sieciach. Jego podstawy bazują na dwóch zasadniczych pomysłach:
- indywidualnej przestrzeni nazw dla każdego procesu
- prostym protokole plikowym polegającym na przesyłaniu komunikatów

System Plan 9 obejmuje centralne serwery CPU i plików, połączone szybkimi sieciami. Maszyny robocze służące jako terminale połączone są za pomocą wolniejszych łączy rozległych.